# Giuseppe Russo (brigante)
Giuseppe Russo, detto il Tiranno (Montepaone, 1781 – Stalettì, 9 febbraio 1811), è stato un brigante italiano. Fu un efferato brigante che infestò le zone di alcuni paesi calabresi del Mar Ionio.

## Biografia
Le fonti biografiche su Giuseppe Russo sono contenute nelle relazioni che l'aiutante generale Giuseppe Iannelli redasse e che sono oggi conservate nel Fonds Italiens della Biblioteca nazionale di Francia. Nacque a Montepaone (in provincia di Catanzaro) nel 1781 circa in una famiglia molto umile ed esercitò nei primi anni della sua vita il mestiere di guardiano di buoi. Fu il primo a mettersi a capo, nel 1806, dei briganti di Gasperina. Infestò le regioni che vanno dalle città di Squillace e Gasperina fino alle montagne di Assi e di Stilo. Sequestrò alcuni religiosi e nobiluomini chiedendo riscatti molto esosi per la loro liberazione. Secondo le fonti, commise un'infinità di uccisioni, massacri e mutilazioni. A titolo esemplificativo, le fonti narrano che incontrò quattro mulattieri con quattro muli e, dopo aver decapitato tutti e otto, appese le teste a un albero alternando quelle animali a quelle umane.
Il 9 febbraio 1811, Russo fu circondato dalle colonne mobili dell'aiutante generale Giuseppe Iannelli nella città di Stalettì, dove aveva trovato rifugio nel palazzo di un certo Giacinto Madonna. Dopo un combattimento di circa un'ora, Russo perse la vita mentre Giacinto Madonna rimase ferito.